# Abu Najtula
Abu Najtula – wieś w Syrii, w muhafazie Ar-Rakka. W 2004 roku liczyła 874 mieszkańców.